# Kočárovna

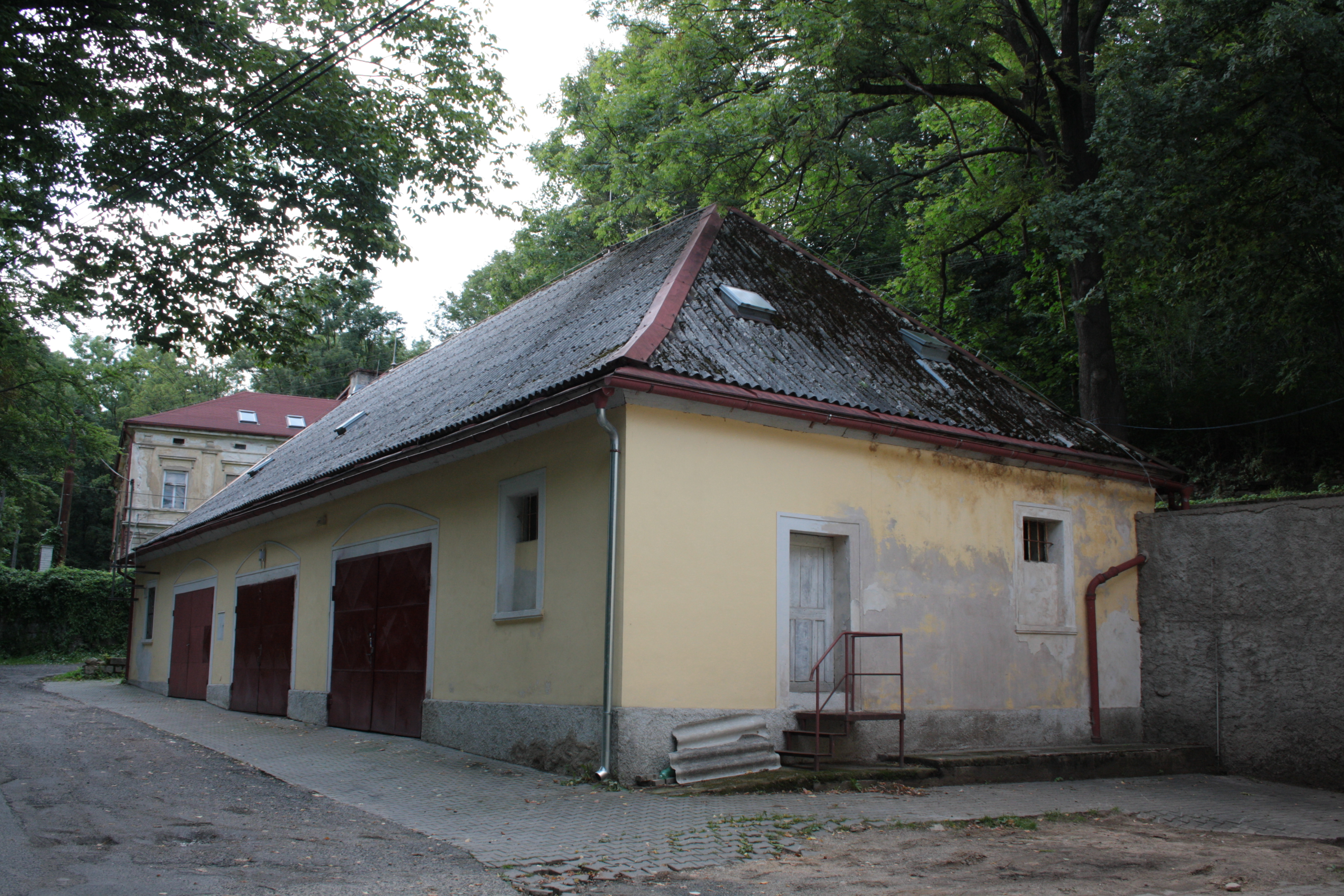
Někdejší kočárovna v Lázních Libverdě

Kočárovna je objekt, jenž slouží k odstavení a uschování kočárů či panských povozů. Prováděly se zde i jejich potřebné opravy. Vedle toho se také využívaly například pro uskladnění sena určeného ke krmení koní. Některé z objektů (například u zámku v Ctěnicích nebo ve Čkyni) jsou památkově chráněné.